# Kozie Czuby
Kozie Czuby (niem. Gemsenbastei, słow. Kozie čuby, węg. Zerge-bástya) – szczyt o trzech wierzchołkach (od zachodu na wschód kolejno: 2236 m, 2256 m, 2264 m) w długiej wschodniej grani Świnicy w polskich Tatrach Wysokich, w masywie Koziego Wierchu. Autorem nazwy Kozie Czuby jest ks. Walenty Gadowski. Przez szczyt ten prowadzi najtrudniejszy tatrzański znakowany szlak turystyczny zwany Orlą Percią.
Kozie Czuby od Koziego Wierchu oddziela Kozia Przełęcz Wyżnia (2240 m), a od pobliskiej Zamarłej Turni wąska i głęboka Kozia Przełęcz (2137 m). Kozie Czuby opadają urwistymi ścianami o wysokości ok. 200 m w kierunku Dolinki Koziej i ok. 250 m w kierunku Dolinki Pustej. Przez ściany poprowadzonych jest kilka dróg wspinaczkowych, szczyt jest jednak mniej popularny niż sąsiednie Zamarła Turnia i Kozi Wierch.
Pierwsze odnotowane wejście:
- latem – ks. Walenty Gadowski, Klemens Bachleda i Jakub Gąsienica Wawrytko starszy, 18 czerwca 1904 r., a północną ścianą – Michał Beynarowicz w 1912 r.[7]
- zimą – Jerzy Lande, Jan Małachowski, Mariusz Zaruski, 26 marca 1913 r.[8]

Przejście przez Kozie Czuby ułatwiają zamontowane łańcuchy i klamry. Do 2012 r. miało tutaj miejsce 9 wypadków śmiertelnych.
Fragment Orlej Perci przebiegający przez Kozi Wierch i Kozie Czuby został zbudowany w 1904 r. i wykończony rok później.

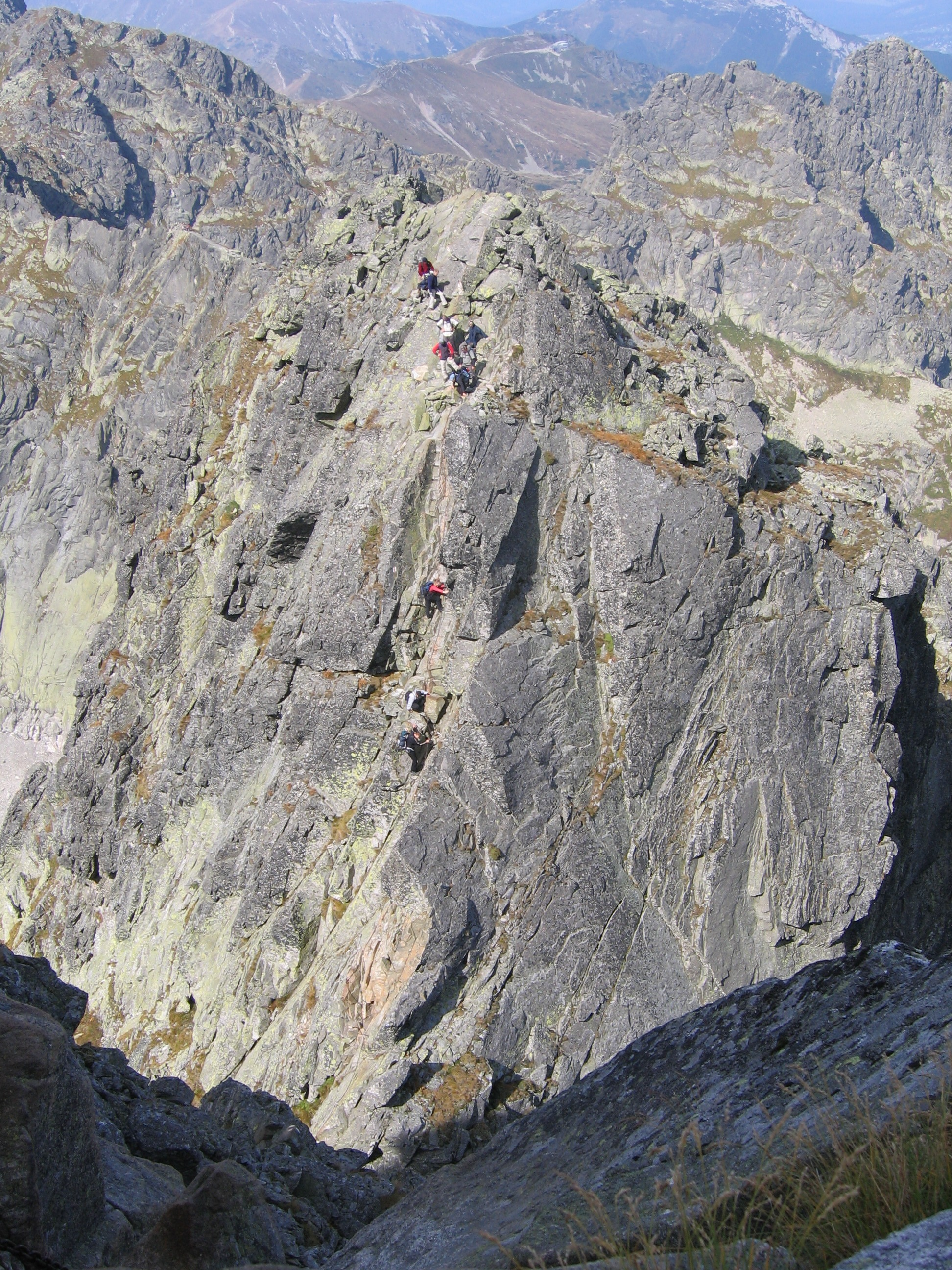
Zejście z Kozich Czub. Widok z Koziego Wierchu
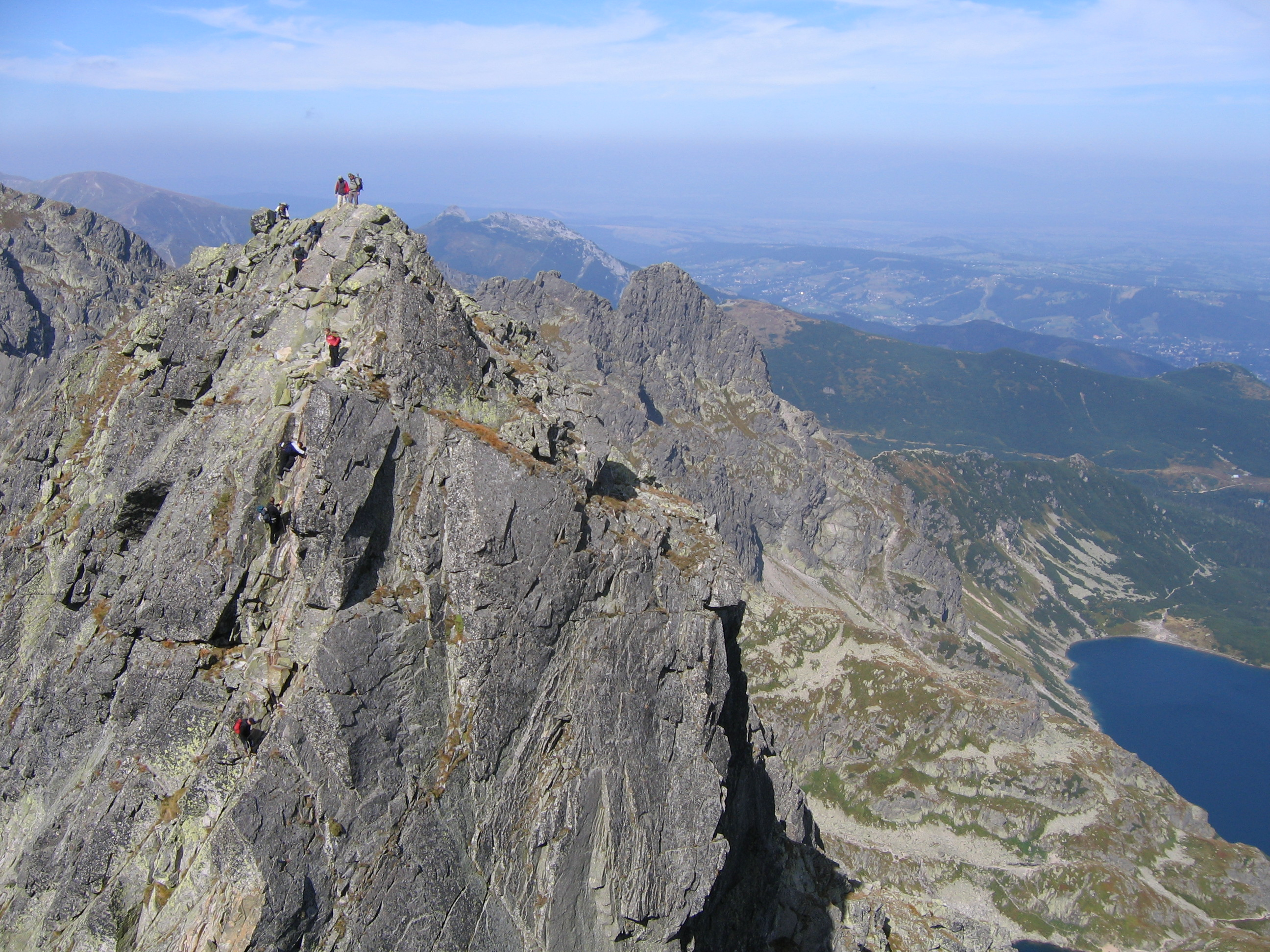
Widok z Koziego Wierchu
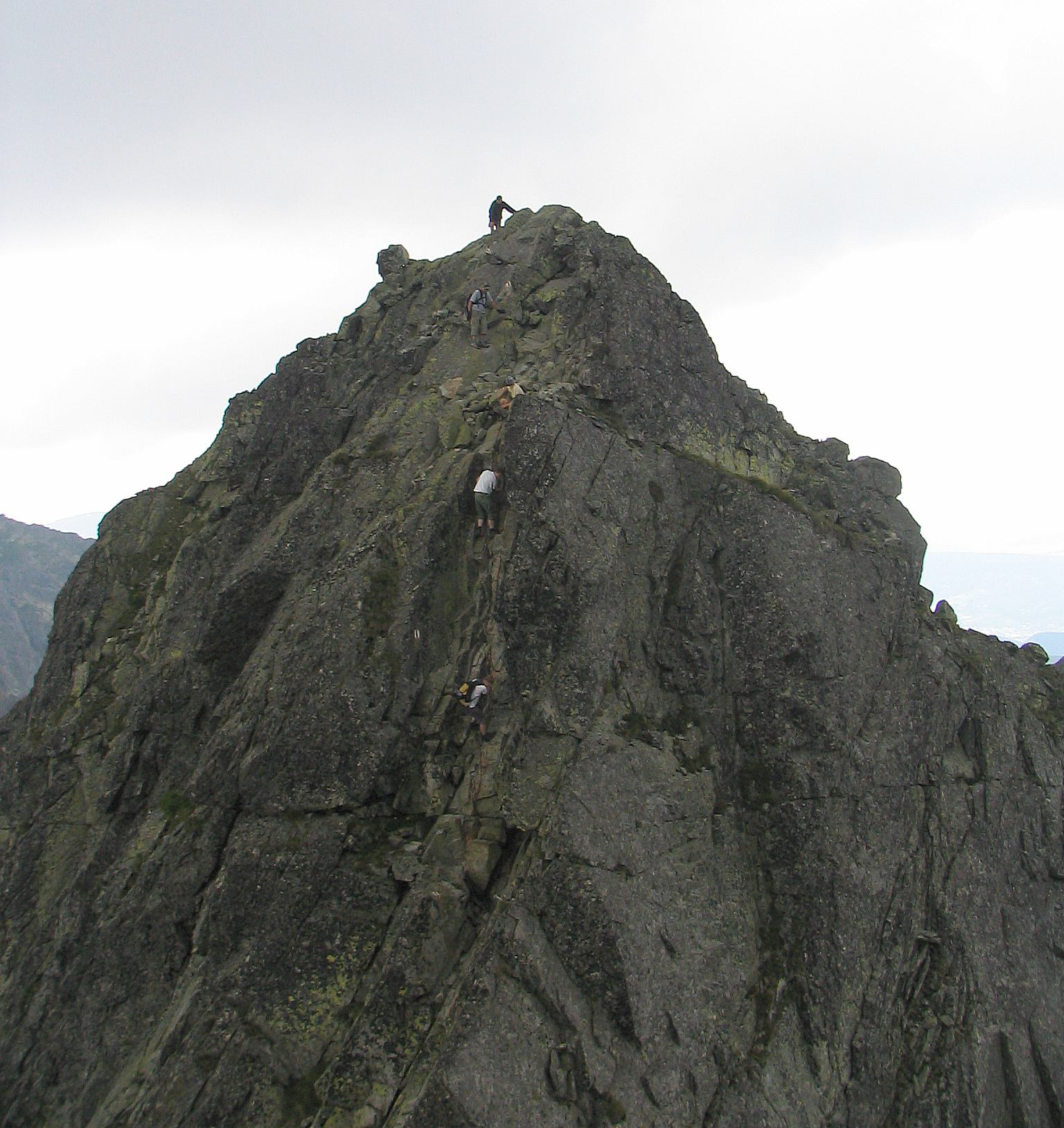
Kozie Czuby latem
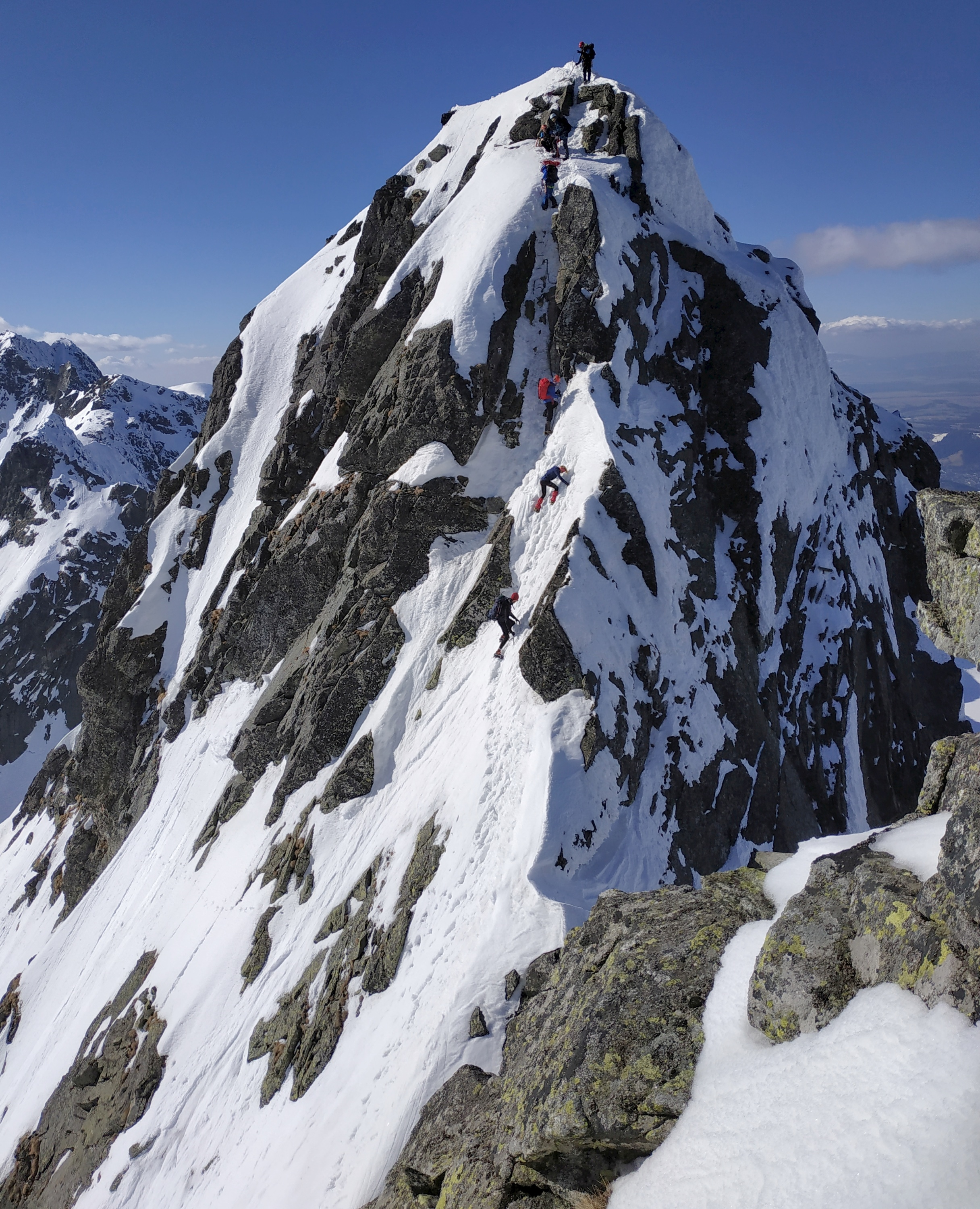
Kozie Czuby zimą

## Szlaki turystyczne
– znakowana czerwono Orla Perć z przełęczy Zawrat na Krzyżne (na odcinku Zawrat – Kozi Wierch od lipca 2007 r. ruch odbywa się wyłącznie w kierunku wschodnim z Zawratu w stronę Koziego Wierchu).
- Czas przejścia z Zawratu na Kozi Wierch: 2:50 h, w przeciwnym kierunku przejście zabronione
- Czas przejścia z Koziego Wierchu na Krzyżne: 3:30 h, z powrotem 3:35 h.